# سيوداد هيدالغو
سيوداد هيدالغو (بالإسبانية: Ciudad Hidalgo)‏ هي مدينة في المكسيك، تقع في ميتشواكان، هي عاصمة Hidalgo ‏، بلغ عدد سكانها 122,619  نسمة وذلك حسب إحصائيات سنة 2015، تبلغ مساحتها 1,063.06 كيلومتر مربع، رمزها البريدي هو 61100.

## أعلام
- سيرجيو غوميز